# Vranenți, Pazardjik
Vranenți (în bulgară Враненци) este un sat în comuna Velingrad, regiunea Pazardjik,  Bulgaria. 

## Demografie
Componența etnică a satului Vranenți
     Bulgari (2,95%)
     Nicio identificare (97,04%)
     Altele (0%)
La recensământul din 2011, populația satului Vranenți era de 169 locuitori. Nu există o etnie majoritară, locuitorii fiind  și bulgari (2,95%). Pentru 97,04% din locuitori nu este cunoscută apartenența etnică.